# Александровские Верхи
Александровские Верхи (на старых картах Александровская Вершина)— деревня в Сампурском районе Тамбовской области России. Входит в состав Бахаревского сельсовета. Название деревни состоит из двух частей Александровские - по имени сподвижника Петра I Александра Меньшикова на чьих землях была основана деревня, и Вершина в честь того что в районе деревни находится один из истоков реки Цна.

## История
Деревня была основана около 1800 года путем переселения крепостных крестьян купленных в Смоленской, Бнаской, Калужской и других губерниях. Исторические названия четырех улиц деревни были даны по имени сел, откуда были пригнаны крестьяне - Гранкино, Карамышино, Волобоево и Гринево. По состоянию на 1860 год деревня принадлежала князю В.А.Меньшикову. В конце XIX века в деревне появилась собственная школа, а в 1913 году к 300-летию дома Романовых было сдано в эксплуатацию каменное здание школы. В 1965 году к зданию школы была сделана деревянная пристройка, а в 1974 году кирпичная. В то время в классах училось по 30 детей. К настоящему времени здание сохранилось, но школа в нем была закрыта из-за малочисленности. По состоянию на 2025 год четверо проживающих в деревне детей посещают школу в Бахарево.

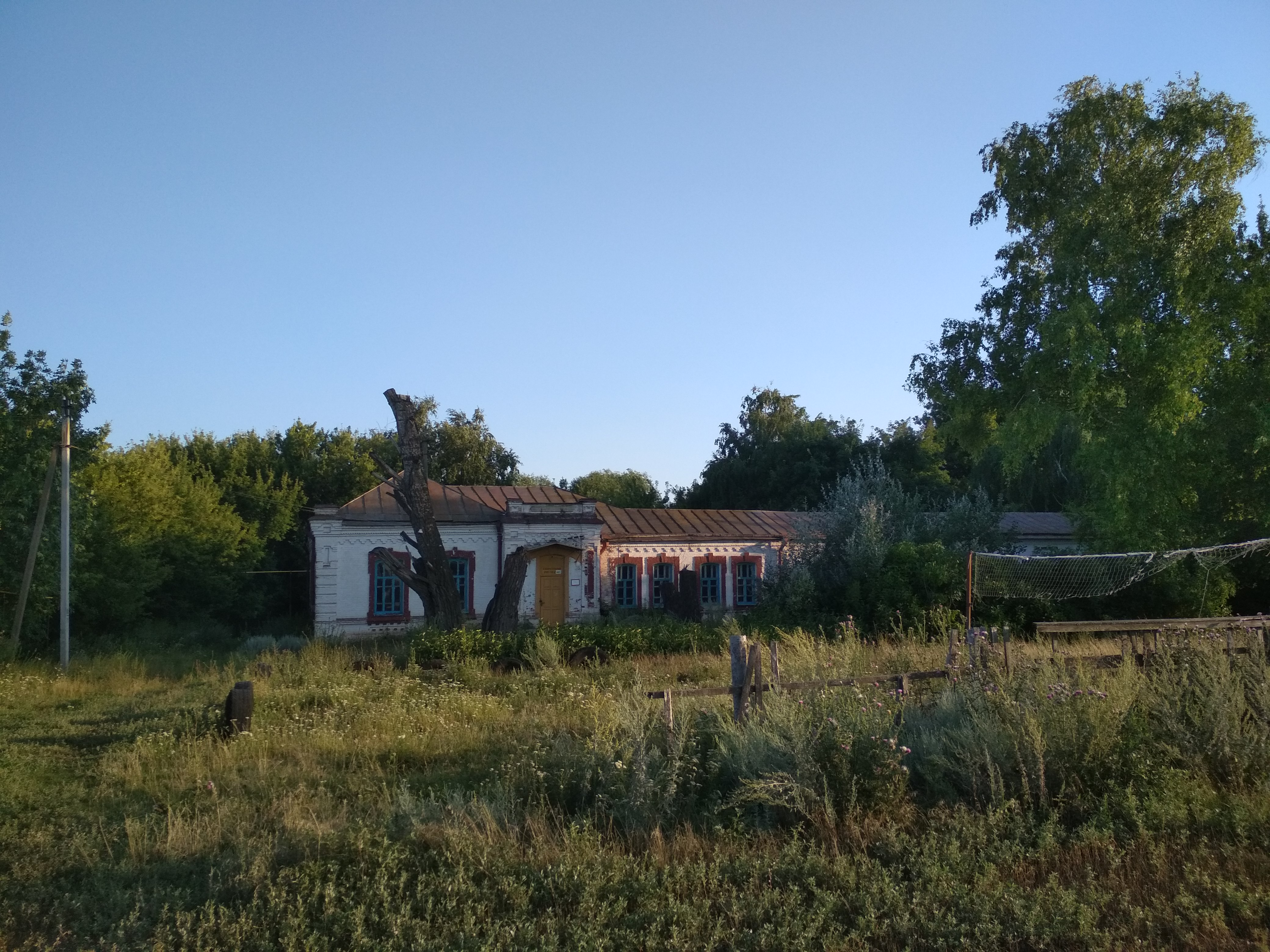
Здание школы в Александровских Верхах, фото 2019 года.

## География
Деревня находится на юге центральной части Тамбовской области, в лесостепной зоне, в пределах Окско-Донской низменной равнины, к востоку от автодороги Р22, на расстоянии примерно 26 километров (по прямой) к юго-юго-западу от Сатинки, административного центра района. Абсолютная высота — 163 метра над уровнем моря.

### Климат
Климат умеренно континентальный, относительно сухой. Средняя температура воздуха самого холодного месяца (января) — −11,5 — −10,5 °C (абсолютный минимум — −39 °C); самого тёплого месяца (июля) — 19,5 — 20,5 °C (абсолютный максимум — 40 °С). Среднегодовое количество атмосферных осадков варьирует в пределах от 400 до 650 мм. Продолжительность залегания снежного покрова составляет в среднем 145 дней.

### Часовой пояс
Деревня Александровские Верхи, как и вся Тамбовская область, находится в часовой зоне МСК (московское время). Смещение применяемого времени относительно UTC составляет +3:00.

## Население
| 2010 |
| ---- |
| 203  |

По данным списка населённых мест Российской империи по сведениям 1859–1873 годов в деревне насчитывалось 90 дворов в проживало 808 человек (401 мужчина и 407 женщин); в соответствии со сведениями о помещичьих имениях 1860 года в деревне насчитывался уже 161 двор и 689 крепостных крестьян мужского пола; по списку важнейших селения Европейской России 1886 года в деревне было 148 дворов 1059 жителей; по в епархиальных сведениях в 1911 году в деревне было 186 крестьянских дворов в которых проживало 1346 человек (660 мужчин и 686 женщин); в соответствии со списком населённых мест Тамбовской губернии 1926 года в деревне проживало 1707 человек (825 мужчин и 882 женщины). По состоянию на начало 2025 года в деревне зарегистрировано 148 человек из которых фактически проживает не более 70-75.

### Половой состав
По данным Всероссийской переписи населения 2010 года в гендерной структуре населения мужчины составляли 50,2 %, женщины — соответственно 49,8 %.

### Национальный состав
Согласно результатам переписи 2002 года, в национальной структуре населения русские составляли 96 % из 273 чел.

## Известные личности
В деревне родился поэт Василий Владимирович Козин, написавший в 1944 году роман в стихах "Владимир Протасов".

## Памятники
В деревне расположен мемориал погибшим в годы Великой Отечественной Войны, на мемориале увековечены 183 погибших жителя деревни:

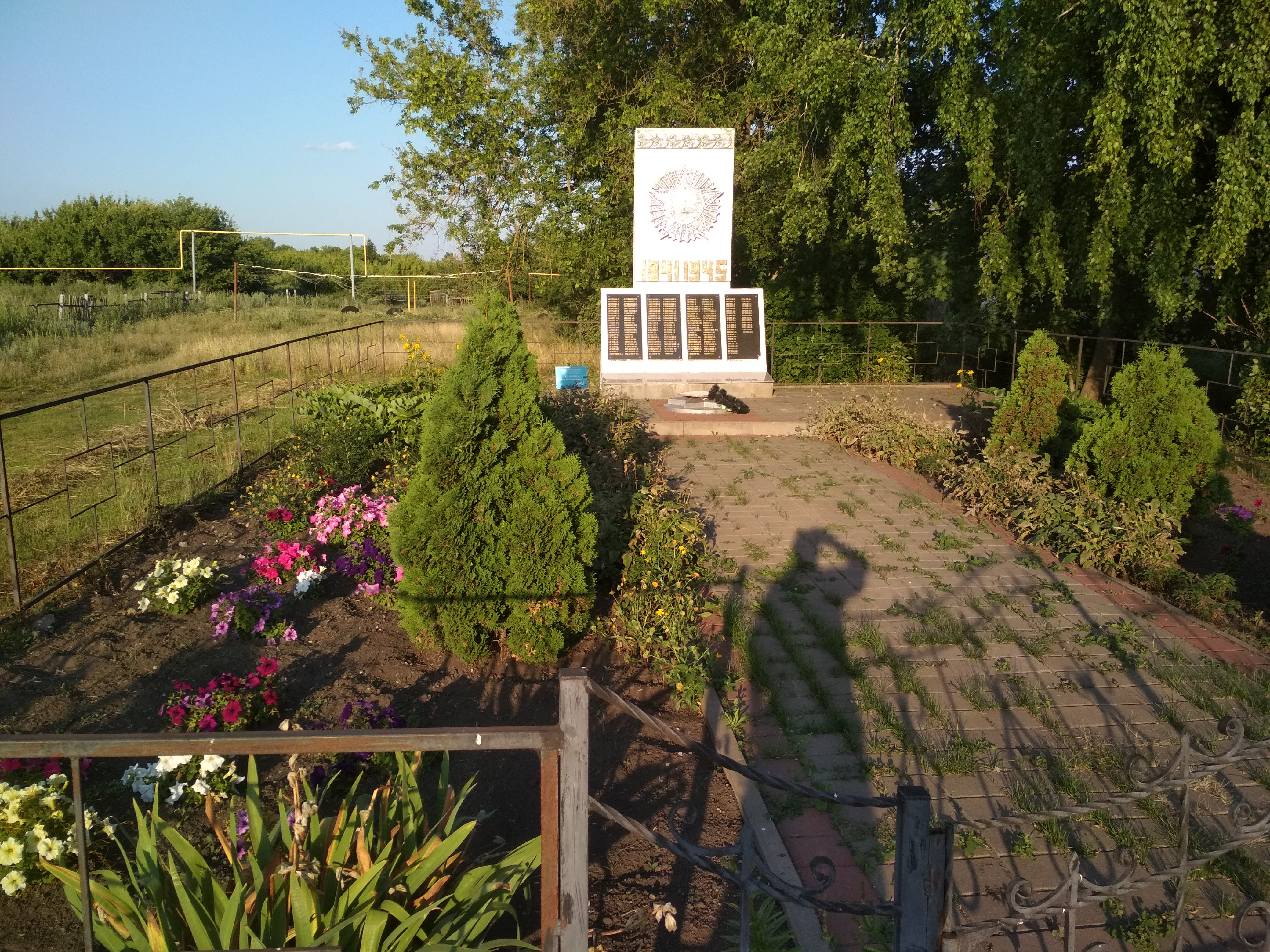
Мемориал жителям деревни погибшим в годы Великой Отечественной Войны, фото 2019 года.

Антохин Н.П., Антохин Б.Я, Антохин В.П, Антохин А.Г., Антохин И.И, Антохин Г.П., Антохин В.П, Антохин С.П, Афонин И.Н.,  Афонин И.С.,  Афонин В.Я.,  Афонин С.Я.,  Афонин Т.Ф.,  Афонин Т.Ф.,  Афонин В.И., Бардин Ф.И., Глухов И.З., Глухов Я.З., Глухов Д.Я., Глухов В.Я., Глухов И.Е., Глухов И.И., Глухов С.Е., Говорушин А.А., Дуровский М.Е., Дуровский Д.М., Дуровский И.М., Дуровский Т.Е., Демушкин А.В., Демушкин И.А., Еленкин П.И., Еремин В.И., Еремин А.Ф., Еремин А.Ф., Еремин П.Д., Живенков М.К., Живенков С.К., Живенков Г.К., Живенков Н.Е., Журкин В., Зыков Т.И., Ивлютин И.Г., Ивлютин Д.И., Исачкин А.С., Исачкин И.С., Капленков Г.И., Капленков А.И., Капленков В.А., Капленков П.А., Капленков И.К., Капленков Н.Н., Капленков А.И., Капленков В.П., Капленков И.П., Капленков В.В., Капленков Е.И., Капленков Н.П., Капленков А.М., Карасев Н.М., Карасев С.И., Карасев В.П., Карасев В.И., Козин И.В, Козин М.Ф, Козыков Е.Е, Кодыков А.М., Кондраков П.П., Кондраков П.Е., Кондраков Е.П., Кондраков Ф.П., Копейкин И.И., Костяков В.П., Климочкин Е.М., Климочкин И.Ф., Климочкин В.Е., Климочкин Е.И., Климочкин И.И., Климочкин А.С., Климочкин П.П., Климочкин И.Т., Климочкин И.С., Климочкин И.П., Крупенин В.Г., Крупенин Д.Ф., Крупенин В.М., Крупенин Е.П., Крупенин Г.П., Кургаев П.И., Матушков С.И., Матушков Т.И., Матушков А.Ф., Матюшечкин Ф.И., Матюшечкин А.В., Меркушев М.И., Меркушев С.В., Митин И.А.,  Митин М.В.,  Митин С.Ф.,  Митин С.И.,  Мирошкин В.А.,  Мирошкин С.А.,  Мирошкин И.В., Мосолов Т.С., Мосолов А., Осюшкин И.И., Петровичев  И.Н., Петровичев  И.Н., Путенков Ф.С., Путенков Т.С., Самородов Н.А., Семин Т.С., Семин М.С., Семочкин И.К., Семочкин М.Ф., Семочкин С.Ф., Семочкин Ф.Т., Семочкин И.В., Семочкин М.Х., Семочкин И.Т., Симкин М.В., Симкин Е.В., Симкин Ф.В., Симкин Е.Ф., Симкин Е.Ф., Симкин А.М., Солодухин Ф.Е., Солодухин К.Е., Солодухин И.И., Сухоруков А.О., Сухоруков В.К., Филин Т.А., Филин И.А., Филин С.Ф., Филимонов И.М., Фролкин А.И., Фролкин И.А., Фролкин М.И., Фролкин П.А., Царьков И.Ф., Чахоткин С.А., Черкасов Д.С., Чукардин И.В., Чукардин Г.Т., Шлейн С.П., Шлейн В.П., Шлейн П.П., Шлейн С.П., Шлейн В.Н., Шлейн И.В., Шлейн А.И., Шлейн С.И., Шлейн П.Ф., Шлейн В.Ф., Шлейн Е.Ф., Шлейн И.П., Шлейн И.П., Шлейн И.Н., Шлейн Е.К., Шлейн Е.М., Шутов Г.А., Шутов М.И., Шутов С.Е., Шутов Ф.Е., Юрасов А.М., Юрасов А.Ф., Юрасов А.К., Юрасов В.П., Юрасов В.К., Юрасов Д.К., Юрасов Е.Т., Юрасов И.М., Юрасов К.М., Юрасов К.И., Юрасов М.Ф., Юрасов М.Е., Юрасов П.Ф., Юрасов Р.И., Юрасов С.И., Юрасов Ф.В., Юрасов Ф.В., Юрасов Ф.В., Юрасов Ф.А., Юрасов Я.М.